# Landgericht Krotoszyn
Das Landgericht Krotoszyn war von 1815 bis 1834 ein preußisches Landgericht mit Sitz in Krotoszyn.

## Geschichte
Nach dem Ende der Franzosenzeit wurde die der französische Gerichtsorganisation entsprechende Gerichtsorganisation im Herzogtum Warschau zunächst übernommen. Es bestanden damit Friedensgerichte, darüber Landgerichte und dann das Oberlandesgericht. Das Gericht zweiter Instanz Krotoszyn wurde als Landgericht Krotoszyn fortgeführt und dem Oberlandesgericht Posen nachgeordnet. Seinen Sprengel bildeten die Kreise Krotoschin, Ostrowo, Adelnau und Pleschen. Ihm waren drei Friedensgerichte zugeordnet:
| Friedensgerichte          | Sitz      | Anmerkungen |
| ------------------------- | --------- | ----------- |
| Friedensgericht Jarocin   | Jarocin   |             |
| Friedensgericht Kempen    | Kempen    |             |
| Friedensgericht Krotoszyn | Krotoszyn |             |
| Friedensgericht Ostrow    | Ostrow    |             |

Am Gericht war ein Präsident, ein Direktor und sieben Räte beschäftigt. Es war damit ein Landgericht 1. Klasse. Die Richter wirkten bei wesentlichen Fällen als Kollegialorgan. Neben diesem staatlichen Gericht bestanden die Gerichte im Fürstentum Krotoszyn.
1834 wurde die Gerichtsorganisation geändert und einheitlich Land- und Stadtgerichte gebildet. In dem – nun verkleinerten – Sprengel des Oberlandesgerichtes Posen bestanden 20 dieser Gerichte, darunter das Land- und Stadtgericht Krotoszyn als Nachfolger des Landesgerichtes Krotoszyn. Auch in Kempen und Ostrow entstanden Kreisgerichte.